# Jan van der Lande
Johannes Christiaan Lebuïnus (Jan) van der Lande (Deventer, 17 mei 1866 - Nijmegen, 20 februari 1943) was een Nederlandse ondernemer en politicus.
Hij was de zoon van Antonius Lebuïnus van der Lande en Anna Maria Borgmeijer. Hij was getrouwd met Wilhelmina Elizabeth Maria Jansen en een van hun kinderen was Anton van der Lande, de latere directeur van Hatéma. Ook was hij schoonvader van Jan de Quay, grootvader van Erik Jurgens, en betovergrootvader van de Canadees-Amerikaanse actrice Cobie Smulders.

## Loopbaan
Hij volgde zijn vader in 1888 op als directeur van de Deventer meelfabriek Noury & Van der Lande en van 1911-1943 was hij voorzitter van de raad van commissarissen van dit bedrijf.
Ook was hij lid van de Eerste Kamer der Staten-Generaal voor de provincie Overijssel van 1913-1916, van 1920-1923. Vanaf 1923 zat men niet meer namens een provincie in de Eerste Kamer. Van der Lande bleef Eerste Kamerlid tot 1932. Hij was lid van de RKSP.
Hiernaast bekleedde hij een aantal commissariaten bij de zeepfabriek Dobbelmann te Nijmegen, het Deventer Dagblad en Van Dooren en Dams Textielfabrieken te Tilburg.